# Coleomegilla maculata
Espèce
Coleomegilla maculata, la coccinelle maculée, est une espèce d'insectes coléoptères de la famille des Coccinellidae vivant en Amérique du Nord. Les adultes et les larves sont des prédateurs de diverses espèces d'insectes, et principalement des pucerons. De ce fait, l'espèce est utilisée comme agent de lutte biologique. Elle fut candidate comme insecte-emblème du Québec en 1998.

## Description
L’adulte de la coccinelle maculée est de taille moyenne (4–7 mm). Il porte sur le thorax (derrière la tête), deux marques noires en forme de triangle. Les œufs sont ovales et de couleur jaune. Ils sont pondus en groupe de 10 à 20. La larve est sombre avec de petites taches jaunes qui apparaissent lors du second stade larvaire. À maturité, la larve mesure jusqu’à 5–6 mm de long.

## Cycle de vie
Une femelle coccinelle maculée peut pondre entre 200 et 100 œufs en trois mois (du printemps à la fin de l'été). Une ponte est généralement composée de 10 à 20 œufs. Ils sont habituellement déposés à proximité des proies potentielles, telles les colonies de pucerons. L'éclosion se produit après 3 à 5 jours. La larve est très mobile et est connue pour pratiquer le cannibalisme. La phase larvaire comporte quatre stades et dure près de 2 semaines selon la température. Au moment de puper, la larve s'accroche à une surface par le bout de son abdomen et s'immobilise. Le stade de pupe dure de 3 à 12 jours selon la température. L'adulte peut vivre jusqu'à 5 mois.

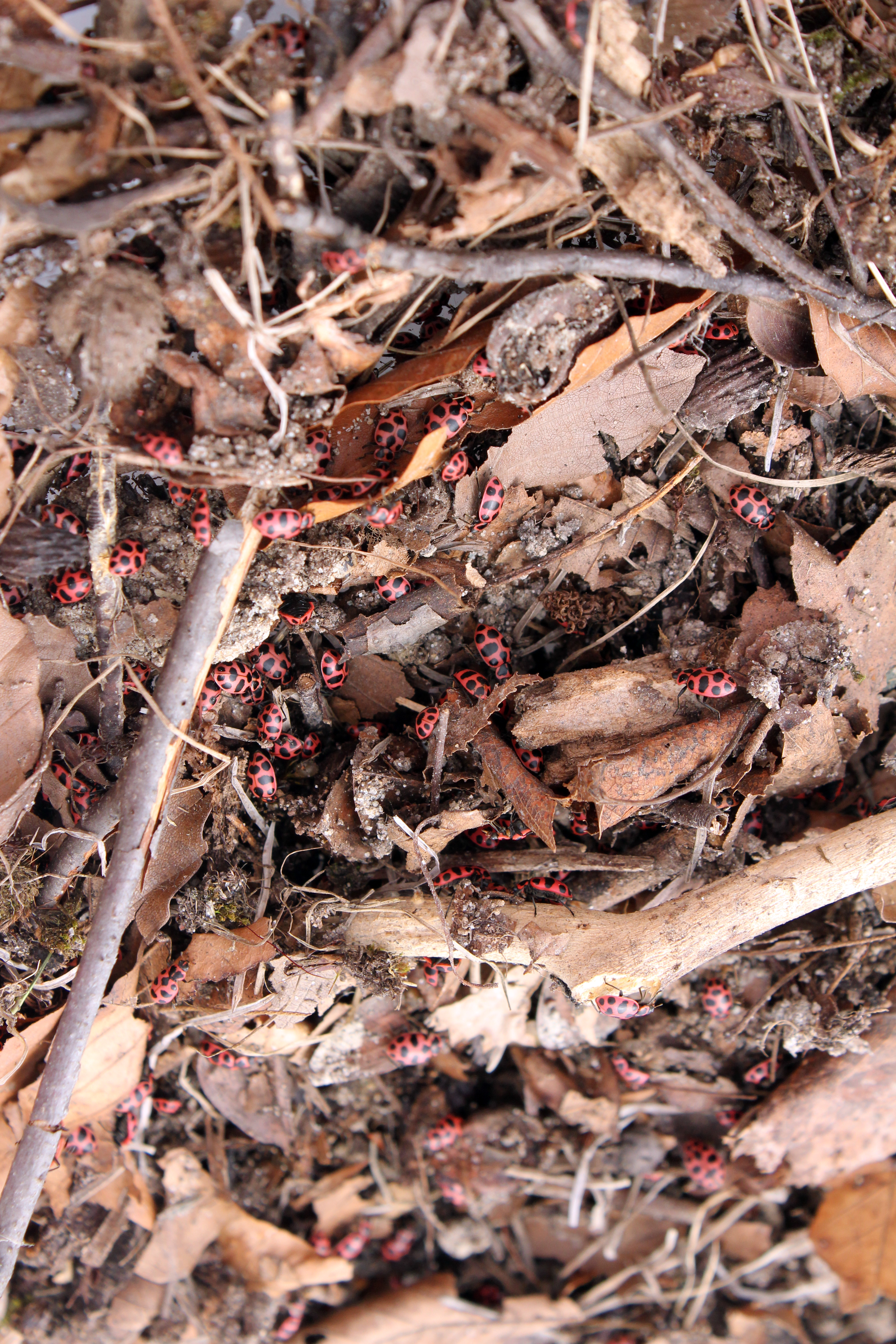
Site d'hibernation de coccinelles maculées

Les adultes hivernent en groupe sous la litière parmi les feuilles et dans les cavités naturelles. Elles émergent à la mi-printemps et se dispersent dans les milieux environnants.
La coccinelle maculée fait partie de l'alimentation de plusieurs espèces animales (araignées, chrysopes, autres espèces de coccinelles, oiseaux, etc.) qui partagent son habitat. Les adultes peuvent également se faire parasiter par des hyménoptères parasitoïdes (ex: Dinocampus coccinellae). L'espèce peut également être victime de pathogènes (champignons, bactéries ou virus).

## Habitat

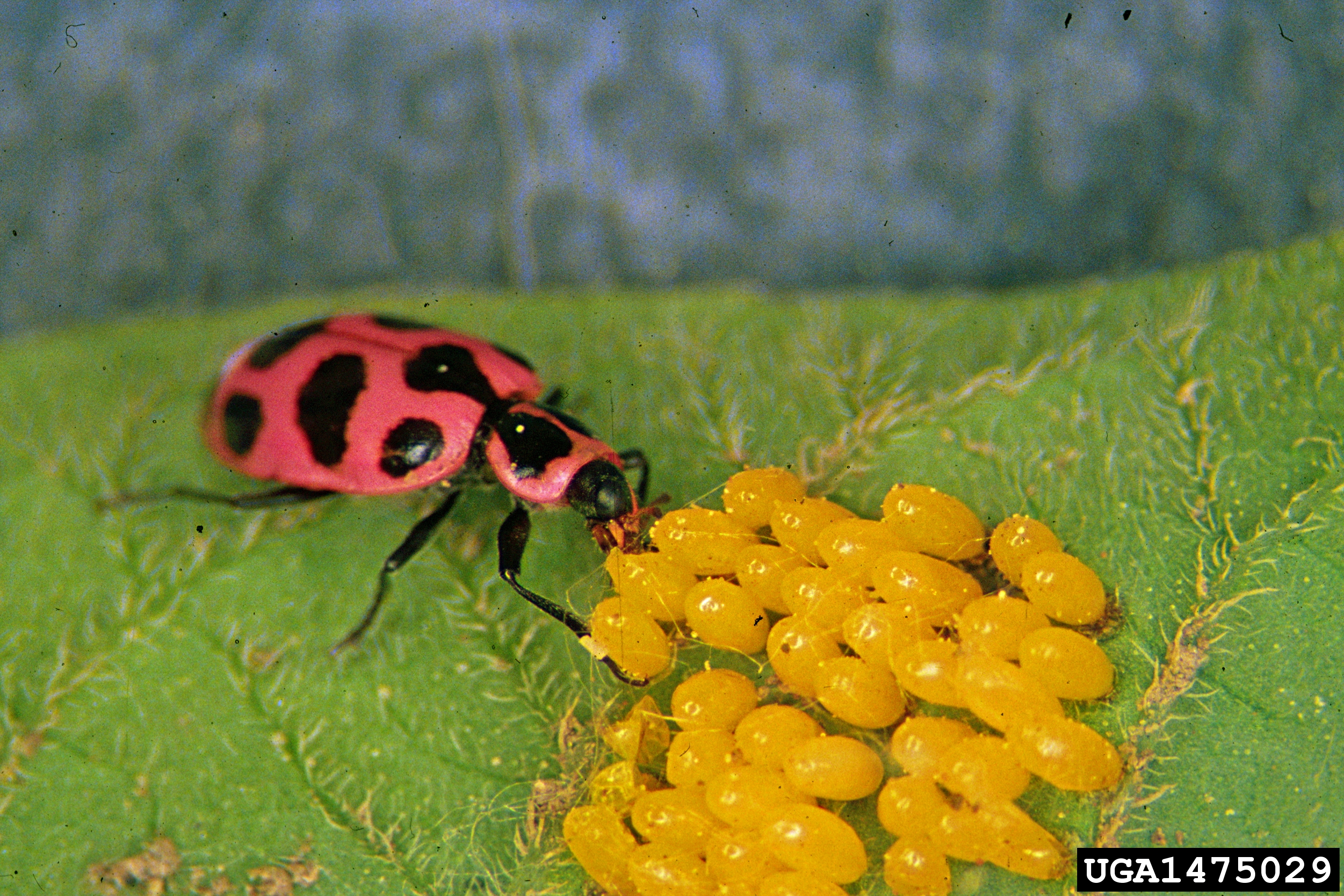
Adulte cannibalisant des œufs.

La coccinelle maculée se retrouve dans plusieurs milieux urbains et agricoles. En agriculture, les cultures propices à leur présence sont le blé, le sorgho, la luzerne, le soja, les pois, les haricots, le coton, les pommes de terre, le canola, les tomates, les asperges et les pommes. Outre les pucerons, ils se nourrissent d'acariens, d'œufs et de larves d'insectes. Ils s'alimentent également de pollen, qui peut constituer jusqu'à 50 % de leur diète. L'adulte et la larve de la coccinelle maculée peuvent également pratiquer le cannibalisme sur les différentes stades (œufs, larves et nymphe).

## Lutte biologique
La coccinelle maculée est utilisée comme agent de lutte biologique contre le doryphore de la pomme de terre, puceron du pois, puceron vert du pêcher, puceron du melon, puceron cendré du chou, pyrale du maïs et plusieurs autres ravageurs.

## Parasitisme
L'adulte de la coccinelle maculée peut être parasité par Dinocampus coccinellae, une petite guêpe parasitoïde de la famille des Braconidae.

## Liste des sous-espèces
Selon BioLib (20 mai 2024) :
- Coleomegilla maculata fuscilabris (Mulsant, 1866)
- Coleomegilla maculata lengi Timberlake, 1943
- Coleomegilla maculata maculata (DeGeer, 1775)
- Coleomegilla maculata strenua (Casey, 1899)

### Sources
- Évaluation du potentiel de la coccinelle maculée comme agent de lutte biologique contre le doryphore de la pomme de terre
- Comment différencier les principales espèces de coccinelles retrouvées au Québec

### Publication originale
- De Geer, 1775 : Mémoires pour servir à l'histoire des insectes. Tome cinquième. vol. I-VII, p. 1-448, Stockholm, Hesselberg.